# Thorsten Haas
Thorsten Haas (* 31. Dezember 1966) ist ein deutscher Fußballtrainer.

## Trainerkarriere
Seine Trainerkarriere begann er bei Schleswig 06. Aufgrund seiner Erfolge (unter anderem der Beinaheaufstieg in die Oberliga) wurden schnell auch größere Clubs auf den jungen Trainer aufmerksam. 1999 wurde er Co-Trainer bei Holstein Kiel unter Michael Lorkowski, wurde jedoch am Ende der Saison wieder entlassen. Anschließend war er Co-Trainer beim VfL Osnabrück bis zum 7. April 2004 unter Frank Pagelsdorf. Als dieser entlassen wurde, übernahm Haas das Amt als Interimstrainer bis Saisonende. 2004/05 arbeitete er erneut unter Pagelsdorf bei Al-Nasr Sports Club. Ab dem 1. Juli 2007 fungierte er als Scout beim ebenfalls von Pagelsdorf trainierten FC Hansa Rostock. Nach Pagelsdorfs Beurlaubung am 10. November 2008 fungierte Haas übergangsweise auch als Co-Trainer an der Seite des Interimstrainers Juri Schlünz, bis am 21. November 2008 ein neues Trainergespann verpflichtet wurde. Sein im Sommer 2009 auslaufender Vertrag wurde nicht mehr verlängert.